# Terval
Terval is een gemeente in het Franse departement Vendée in de regio Pays de la Loire en telt 1189 inwoners (2004). De gemeente maakt deel uit van het arrondissement Fontenay-le-Comte.

## Geschiedenis
De gemeente werd op 1 januari 2023 gevormd door de samenvoeging van de gemeenten Breuil-Barret, La Chapelle-aux-Lys en La Tardière tot een gemeente met de status van commune nouvelle.

## Geografie
De oppervlakte van Terval bedraagt 45,78 km², de bevolkingsdichtheid is 47 inwoners per km².

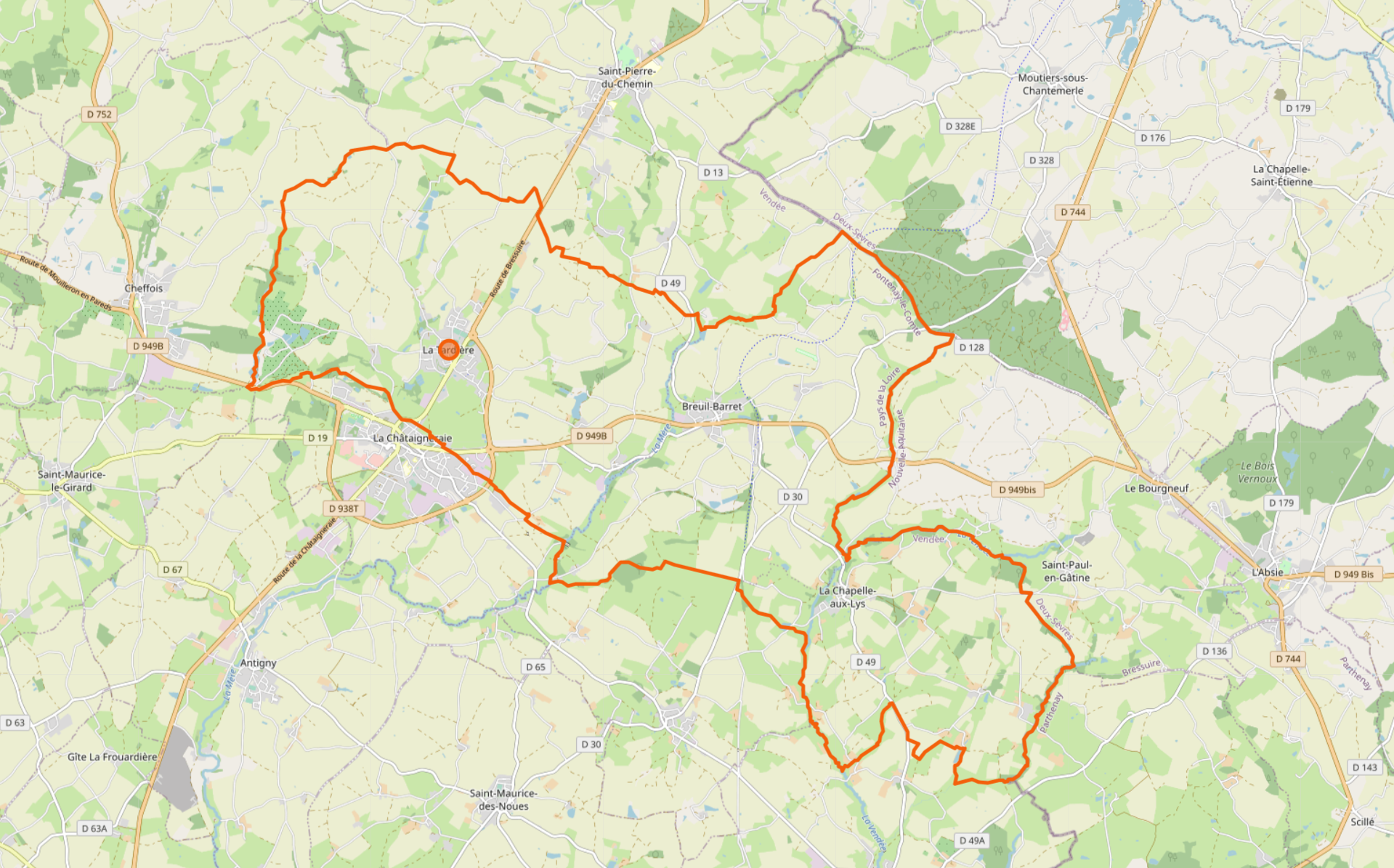